# Michail Speranskij

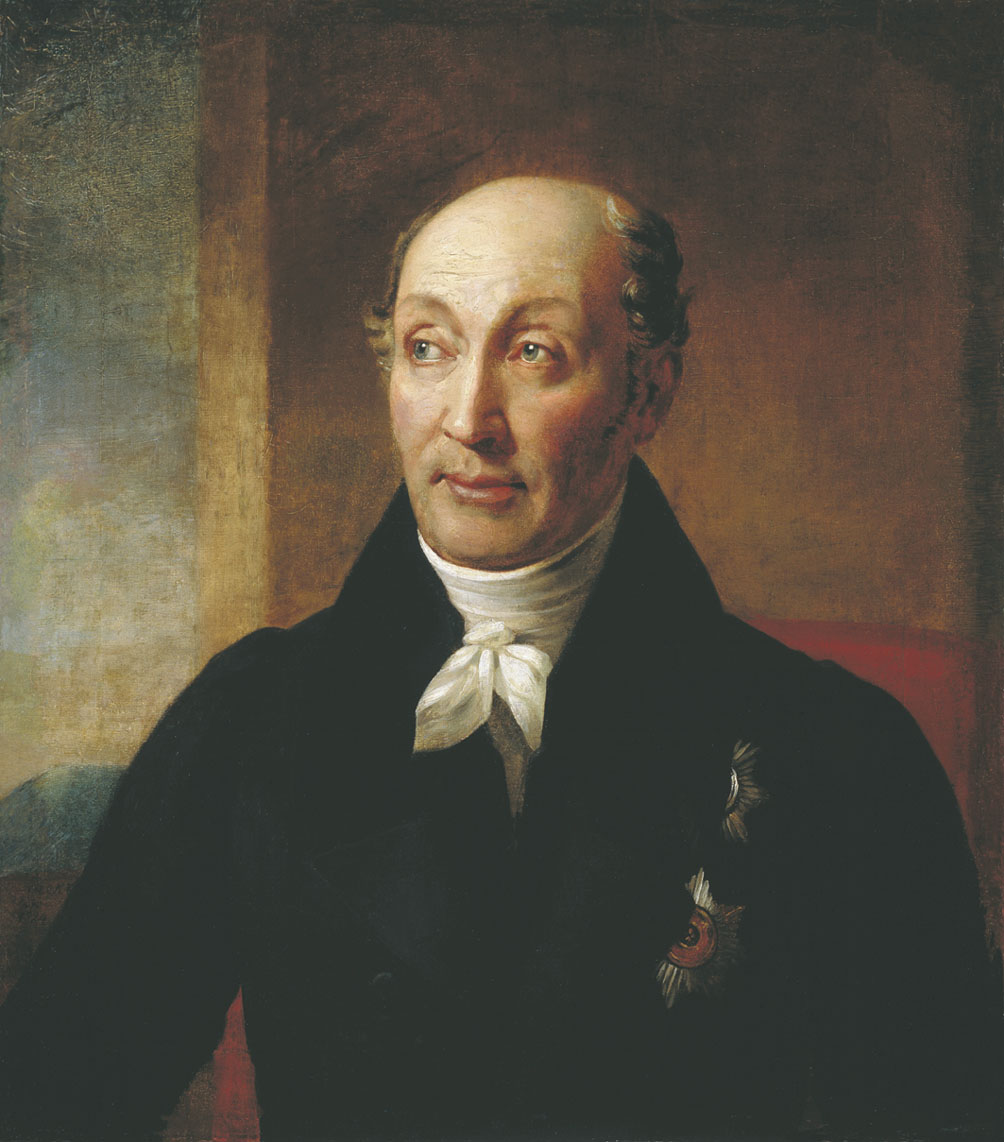
Michail Speranskij, målning av Alexander Varnek, 1824.

Michail Michailovitj Speranskij (Ryska: Михаи́л Миха́йлович Спера́нский) född 1 januari (NS: 12 januari) 1772 i Tjerkutino, guvernementet Vladimir, död 11 april (NS: 23 april) 1839 i Sankt Petersburg var en rysk greve troligen den störste ryske reformatorn under perioden mellan Peter den store och Alexander II av Ryssland. Nära rådgivare till tsar Alexander I av Ryssland, kallas ibland den ryska liberalismens fader. Han var far till Elizaveta Bagrejeva-Speranskaja.

## Hans tidiga liv och reformer
Speranskij var son till en bypräst och tillbringande sin första tid vid det ecklesiastiska seminariet i St Petersburg, där han till slut blev professor i matematik och fysik. Hans intellektuella kvalitéer ådrog sig regeringens uppmärksamhet, och han blev sekreterare år furst Alexander Kurakin. Han blev snart känd som den mest kompetenta bland kejserliga ämbetsmän. 
Den mest betydelsefulla fasen i hans karriär började år 1806, när tsar Alexander I tog med honom till Erfurtkonferensen och satte honom i direkt kontakt med Napoleon I, som beskrev honom som det enda ljushuvudet i Ryssland och på Alexanders anmodan diskuterade han frågan om administrativa reformer i Ryssland med denne. Speranskij föreställde sig, i sitt reformförslag, ett system baserat på ett antal dumor. Den kantonala församlingen (volost) skulle välja distriktsduman, som skulle välja provins- eller guvernementsdumor och dessa skulle i sin tur välja riksduman. Som en medlande kraft mellan autokraten och duman skulle Riksrådet finnas. Speranskij hade ursprungligen tänkt sig att rådet skulle bli ett mellanting mellan ett överhus och en verkställande myndighet, på grund av vilken den gamla senaten skulle omvandlas till en sorts högsta domstol. Därmed skulle Ryssland ha fått en klar maktdelning. I själva verket blev riksrådet inget annat än just ett råd bestående av människor som tsaren kunde lita på.
Denna plan, utarbetad av Speranskij 1809, var till största delen dödfödd, endast riksrådet påbörjade sin verksamhet, vilket skedde i januari 1810; men den dominerade trots det den ryska konstitutionella historien under 1800-talet och början av 1900-talet. Den riksduma som skapades 1905 bar det namn som Speranskij föreslog, och instiftandet av institutioner för lokalt självstyre (zemstvo) år 1864 var ännu en reform föreslagen av honom. Speranskijs arbete bar även frukt i form av Finlands och Polens konstitutioner, vilka godkändes av Alexander.

## Hans fall och sena karriär
Från 1809 till 1812 var Speranskij allsmäktig i Ryssland, till den grad en minister åt en suverän som var så misstänksam och labil som Alexander kan vara det. Han ersatte de tidigare gunstlingarna, medlemmarna i den inofficiella kommittén, med tsarens goda minne, och blev därmed närmast ensam minister. Alla frågor förbereddes av honom innan han förelade dem inför tsaren och oftast togs alla beslut av dem gemensamt. Till och med den en gång så mäktige krigsministern greve Aleksej Araktjejev föstes bort till bakgrunden. Speranskij använde inte sitt stora inflytande för att vinna personliga fördelar. Han var en idealist, men detta faktum innehåller fröet till hans misslyckande. 
Alexander var även han en idealist, men hans ideal var benägna att centreras kring honom själv; hans ogillande och misstro mot talanger som överskuggade hans egna hölls ett tag tillbaka av Speranskijs enastående charmiga personlighet, men det var oundvikligt att han för eller senare skulle upptäcka att han själv stod i vägen för ministerns ideal, ett pånyttfött konstitutionellt Ryssland. År 1810 och under första hälften av 1811 stod Speranskijs stjärna ännu högt, och var kejsarens förtrogne i det hemliga diplomatiska spelet som föregick brytningen mellan Ryssland och Napoleon.
Han hade emellertid begått ett stort misstag. Själv en entusiastisk frimurare, tänkte han 1809 ut en plan för en omorganisation av den ryska delen av orden, med syfte att använda den för att utbilda och höja moralen hos det rysk-ortodoxa prästerskapet. Kejsaren godkände att de första stegen togs, nämligen ett undertryckande av de redan existerande logerna; men han var av naturen misstänksam mot hemliga sällskap, även när han skenbart erkände sig till deras hemligheter, och Speranskijs förkrympta plan resulterade enbart i att även prästerskapet anslöt sig till hans fiender.
Strax innan striden mot Napoleon, fick Alexander, som var medveten om sin impopularitet, idén att göra Speranskij till sin syndabock, och därmed försonades alla de krafter som skulle utgöra det starkaste stödet för den autokratiska tsaren mot det revolutionära Frankrike. Speranskijs egen oförsiktighet gav den sista ingivelsen. Han var omringad av spioner som rapporterade, inte alltför noggrant, alla ministerns uttalanden där han riktade skarp kritik mot tsarens handlingar; han hade även övermod nog att föreslå att Alexander inte borde vara högste befälhavare under det kommande fälttåget. 
Ett antal personer i kejsarens omgivning, bland andra storhertiginnan Katerina, Ignaz Aurelius Fessler, Nikolai Michailovitj Karamzin, Fjodor Vasilijevitj Rostoptjin och den svenske friherren och generalen Gustaf Mauritz Armfelt, intrigerade för att få honom inblandad i ett åtal gällande förräderi. Alexander trodde inte på anklagelsen, men han höll Speranskij ansvarig för den låga popularitet han ådragit sig till följd av de hatade reformerna och den än mer hatade politiken gentemot Frankrike. Därför entledigades Speranskij av Alexander den 17 (NS: 29) mars 1812. 
Han återgick i statlig tjänst 1816, och som generalguvernör över Sibirien drog han upp en plan för guvernementet, och år 1821 blev han medlem i riksrådet. Under Nikolaj I blev han chef för den Andra avdelningen i det kejserliga kansliet, och ledde kodifieringen av den ryska lagen (tryckt 1830 i 65 volymer med cirka 800 sidor var), vilken han även skrev en del viktiga kommentarer kring. Denna kodifiering, kallad den 'Fullständiga lagsamlingen' (Polnoje Sobranije Zakonov), presenterades för Nikolaj I och utgjorde grunden för 'Ryska imperiets lagsamling' (Svod Zakonov Rossiskoj Imperii), den lagstiftning som kom att gälla för det ryska imperiet. Speranskijs liberala idéer kom sedan att granskas och utarbetas ytterligare av Konstantin Kavelin och Boris Tjitjerin.